# Người nổi tiếng trên mạng
Trong hoàn cảnh văn hóa người nổi tiếng hiện tại thì người nổi tiếng trên mạng (tiếng Anh: Internet celebrity hay online celebrity), nhân vật nổi tiếng trên mạng (tiếng Anh: Internet personality) hay hiện tượng mạng (tiếng Anh: Internet phenomena hay Internet phenomenon) là một người trở nên nổi tiếng nhờ những phương tiện trên mạng Internet. Sự ra đời của truyền thông xã hội đã giúp mọi người gia tăng sự tiếp cận với khán thính giả toàn cầu.
"Mạng Internet cho phép đại chúng có thể giành lấy sự kiểm soát danh tiếng từ phương tiện truyền thông truyền thống, tạo ra người nổi tiếng trên mạng chỉ với cú nhấp chuột"— Nhà bình luận David Weinberger thuộc Trung tâm Internet và Xã hội Berkman Klein (Hoa Kỳ)

## Các cuộc thi trên mạng
Internet Icon (Biểu tượng mạng) là một cuộc thi từa tựa như chương trình American Idol, diễn ra giữa các nhóm để tìm ra đâu sẽ là "biểu tượng mạng tiếp theo" (the next internet icon), hoặc ai sẽ có khả năng vận hành kênh YouTube của riêng mình trong khi vẫn giữ chân được khán thính giả. Cuộc thi được trình chiếu lần đầu trên kênh YOMYOMF, do nghệ sĩ Chester See dẫn chương trình. Giám khảo nổi bật có thể kể đến diễn viên, người nổi tiếng trên YouTube anh Ryan Higa.
Ngoài ra, còn có một vị giám khảo khách mời sẽ xuất hiện trong cuộc thi ở mỗi tập đấu loại. Các thí sinh sẽ hoàn thành những thử thách tại Trường quay Trung tâm Los Angeles (Hoa Kỳ), nơi ghi hình cuộc thi đấu.
Cuộc thi được chiếu qua hai mùa trước khi bị hủy bỏ do các vấn đề về vốn.